# Clipboard
Et clipboard er en tynd, stiv plade med en klemme (typisk metalklemme) øverst til at holde papir på plads. Et clipboard bruges typisk til at støtte papir med den ene hånd, mens man skriver på det med den anden, især når andre skriveflader ikke er tilgængelige. De tidligste former blev patenteret i 1870-1871 og omtalt på engelsk som "board clips" En anden tidlig version af clipboardet, kendt som the "memorandum file", blev opfundet af den amerikanske opfinder George Henry Hohnsbeen i 1921, som han fik U.S. Patent 1.398.591 for.  Relateret til clipboardet er Shannon Arch File, som blev udviklet omkring 1877. 